# Caladenia capillata
Caladenia capillata är en orkidéart som beskrevs av David Lloyd Jones. Caladenia capillata ingår i släktet Caladenia och familjen orkidéer. Inga underarter finns listade i Catalogue of Life.